# Canal de Schlemm
Pour les articles homonymes, voir Schlemm.

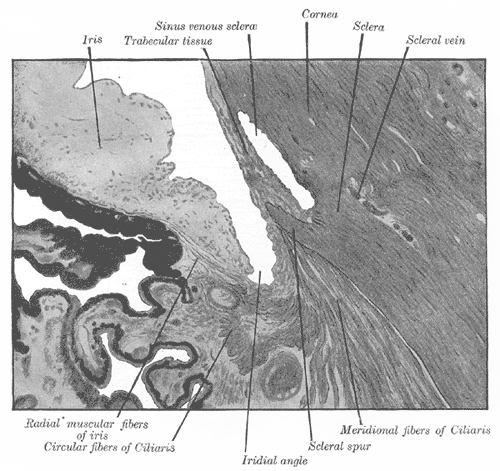
Coupe histologique montrant le canal de Schlemm

Le canal de Schlemm, anciennement considéré comme une veine, est une structure annulaire ressemblant à un vaisseau lymphatique située dans l'œil, près du bord antérieur de la sclérotique dans l'angle irido-cornéen.  A travers du trabéculum, qui est juxtaposé, elle permet le drainage de l'humeur aqueuse. Elle abouche ensuite dans les veines épisclérales puis veines ophtalmiques et sinus caverneux.
Son blocage augmente la tension oculaire, et provoque donc le glaucome.
La prise de sympathicomimétiques ou parasympatholytiques, comme la cocaïne, les bronchodilatateurs, l'atropine ou les antiparkinsoniens, peut induire la fermeture du canal de Schlemm par mydriase et est donc couramment associée au glaucome par fermeture de l'angle. L'acétazolamide (Diamox) et la pilocarpine sont conseillés comme traitement en urgence.